# Rathaus Wilmersdorf
Das ehemalige Rathaus Wilmersdorf im Berliner Ortsteil Wilmersdorf des heutigen Bezirks Charlottenburg-Wilmersdorf von Helmut Remmelmann entstand 1941–1943 als letzte Erweiterung der bereits vorhandenen DAF-Verwaltungsgebäude am Fehrbelliner Platz. Das Gebäude steht auf dem Grundstück Fehrbelliner Platz 4, Brienner Straße 16, Mansfelder Straße 8, Barstraße und Hohenzollerndamm. Es ist ein gelistetes Baudenkmal. Die Nutzung als Rathaus wurde zum Jahresende 2014 aufgegeben.

## Vorgeschichte

### Bebauungspläne
Bereits um 1870 gab es städtebauliche Pläne durch den Stadtentwickler Johann Anton Wilhelm von Carstenn, der hier eine Landhaussiedlung errichten wollte, die aber durch Carstenns Konkurs nicht umgesetzt wurde. Um 1890 begann die Bebauung, die sich mit rapider Geschwindigkeit auf fast die gesamte Wilmersdorfer Fläche ausdehnte. Statt einer Landhaussiedlung entstanden nun fünfgeschossige Mietshäuser. Innerhalb weniger Jahre wuchs Wilmersdorf von einem kleinen Ort mit knapp 5.000 Einwohnern zu einer Großstadt mit über 100.000. Hieraus ergab sie die Notwendigkeit zum Bau eines eigenen Rathauses.

### Erstes Rathaus Wilmersdorf

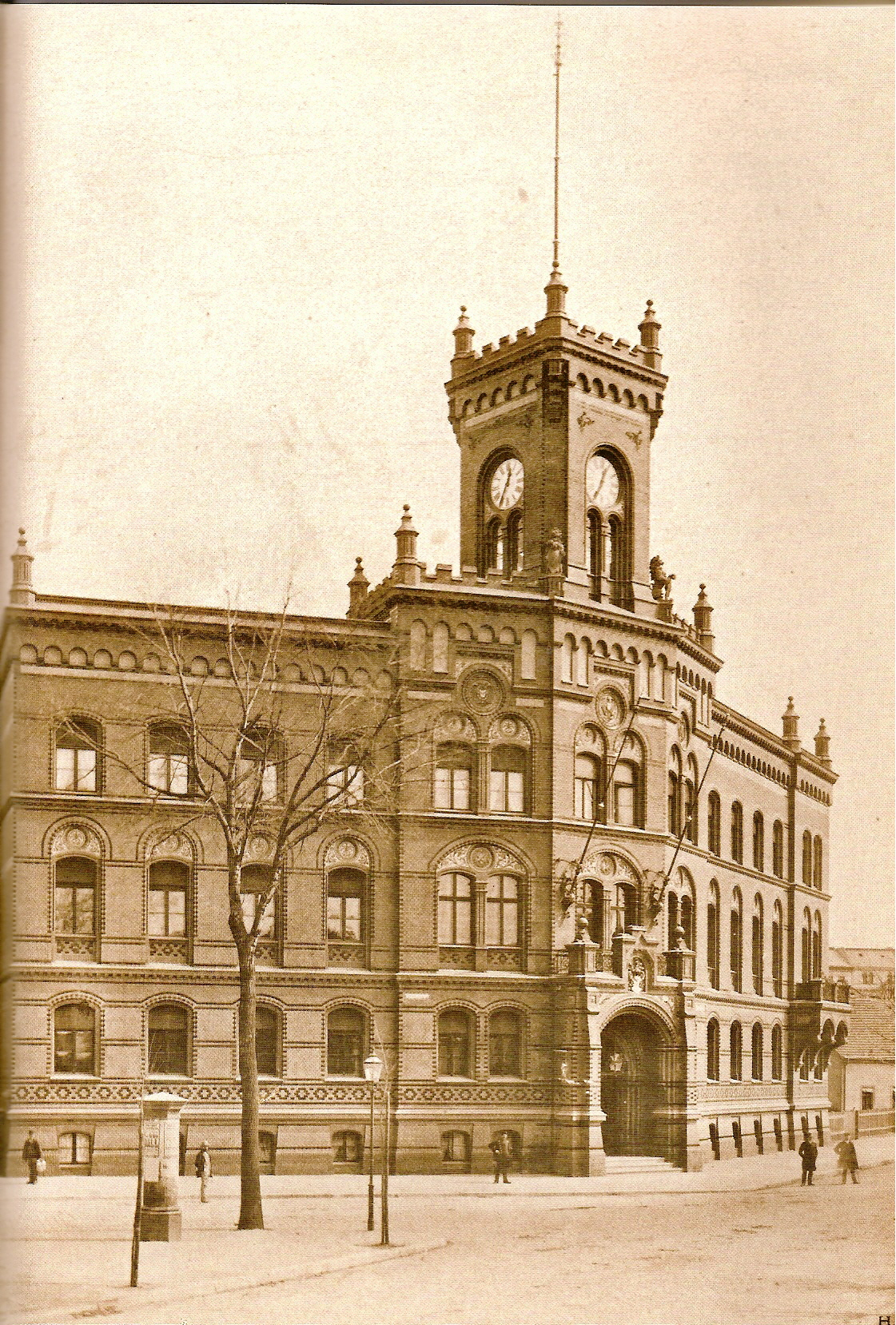
Altes Rathaus in der Brandenburgischen Straße

Auf dem Grundstück Brandenburgische Straße 2/Ecke Sigmaringer Straße entstand in den Jahren 1893 bis 1894 nach Plänen und Entwürfen von Stadtbauinspektor August Lindemann das Rathaus Wilmersdorf zum Preis von 320.000 Mark (kaufkraftbereinigt in heutiger Währung: rund 2,73 Millionen Euro) auf einer Grundfläche von 898 m². Dem damaligen Stilempfinden entsprechend war das Bauwerk nach dem Vorbild italienischer Rathäuser des 14. und 15. Jahrhunderts gestaltet und mit roten Verblendern verkleidet. Zuvor hatte die Gemeindevertretung in Klassenzimmern oder Privaträumen getagt. Das Gebäude brannte 1945 aus. Seit 1902 bestanden Pläne für ein großes Wilmersdorfer Rathaus am Preußenpark, für das drei Wettbewerbe durchgeführt, auch Siegerentwürfe ermittelt wurden. Im Jahr 1905 berichtete eine Berliner Tageszeitung, dass die Gemeindeverwaltung den Siegerentwurf des Architekten Carl Zaar und des Baumeisters Rudolph Vahl realisieren wolle. Die Grundsteinlegung soll im Jahr 1907 erfolgen. Doch es kam kein Rathausbau zustande. Die Verwaltung von Wilmersdorf blieb weiter auf das schon lange zu kleine Rathaus angewiesen. Trotzdem gab es immer wieder Aktivitäten, die den Bau eines neuen Rathauses zum Ziel hatten, so im Jahr 1908 einen „engeren Wettbewerb zur Erlangung von Entwürfen für den Bau eines neuen Rathauses in Wilmersdorf bei Berlin“.

### Zweites Rathaus Wilmersdorf
Nach der Bildung von Groß-Berlin hatte das Bezirksamt das Joachimsthalsche Gymnasium ab 1920 als Stadthaus benutzt. Nach der Zerstörung des Stadthauses 1943 zogen große Teile der Bezirksverwaltung in das heutige Goethe-Gymnasium.

## Drittes Rathaus Wilmersdorf

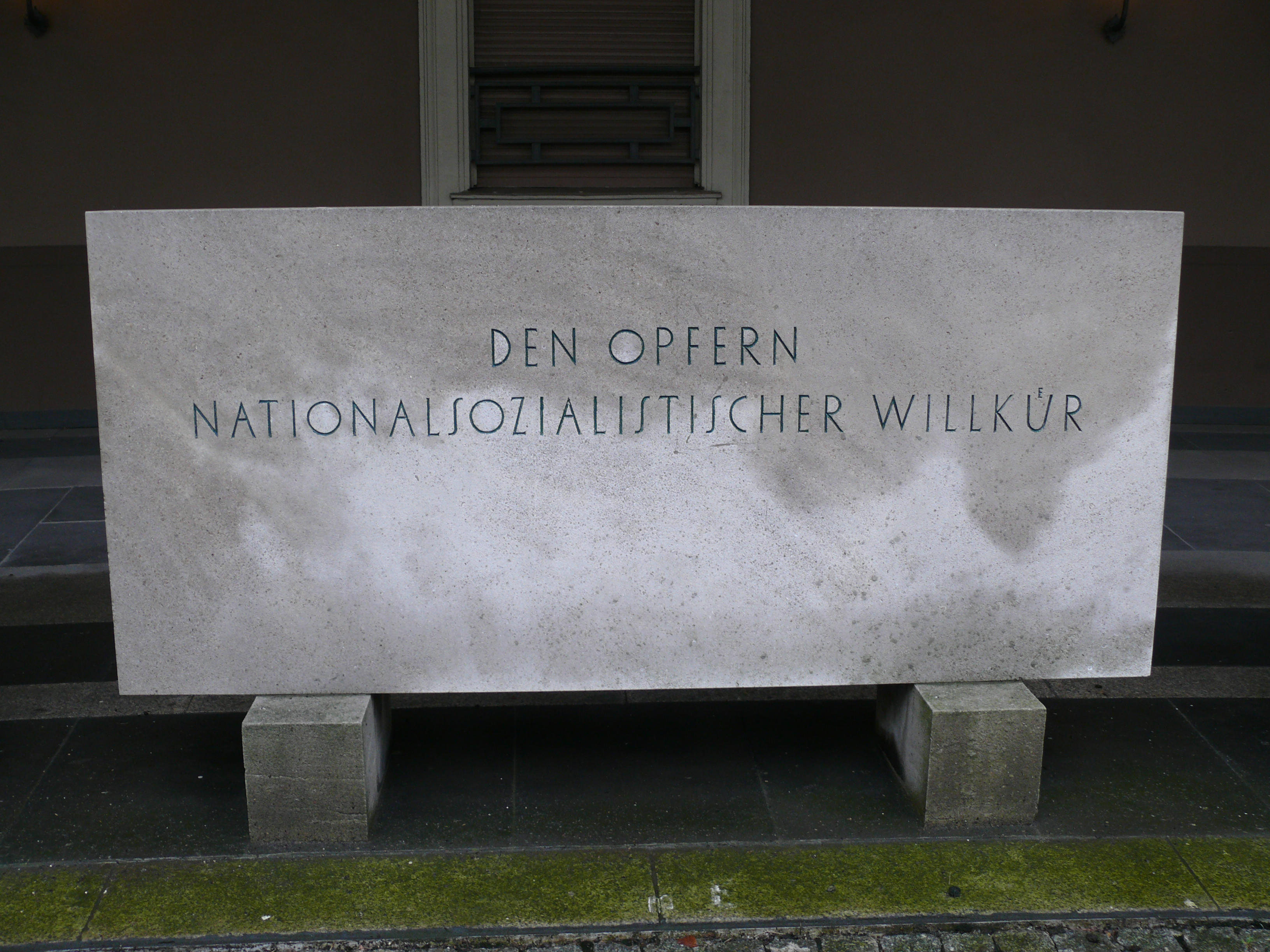
Gedenkstein im Rundhof

### Vorbereitungsarbeiten

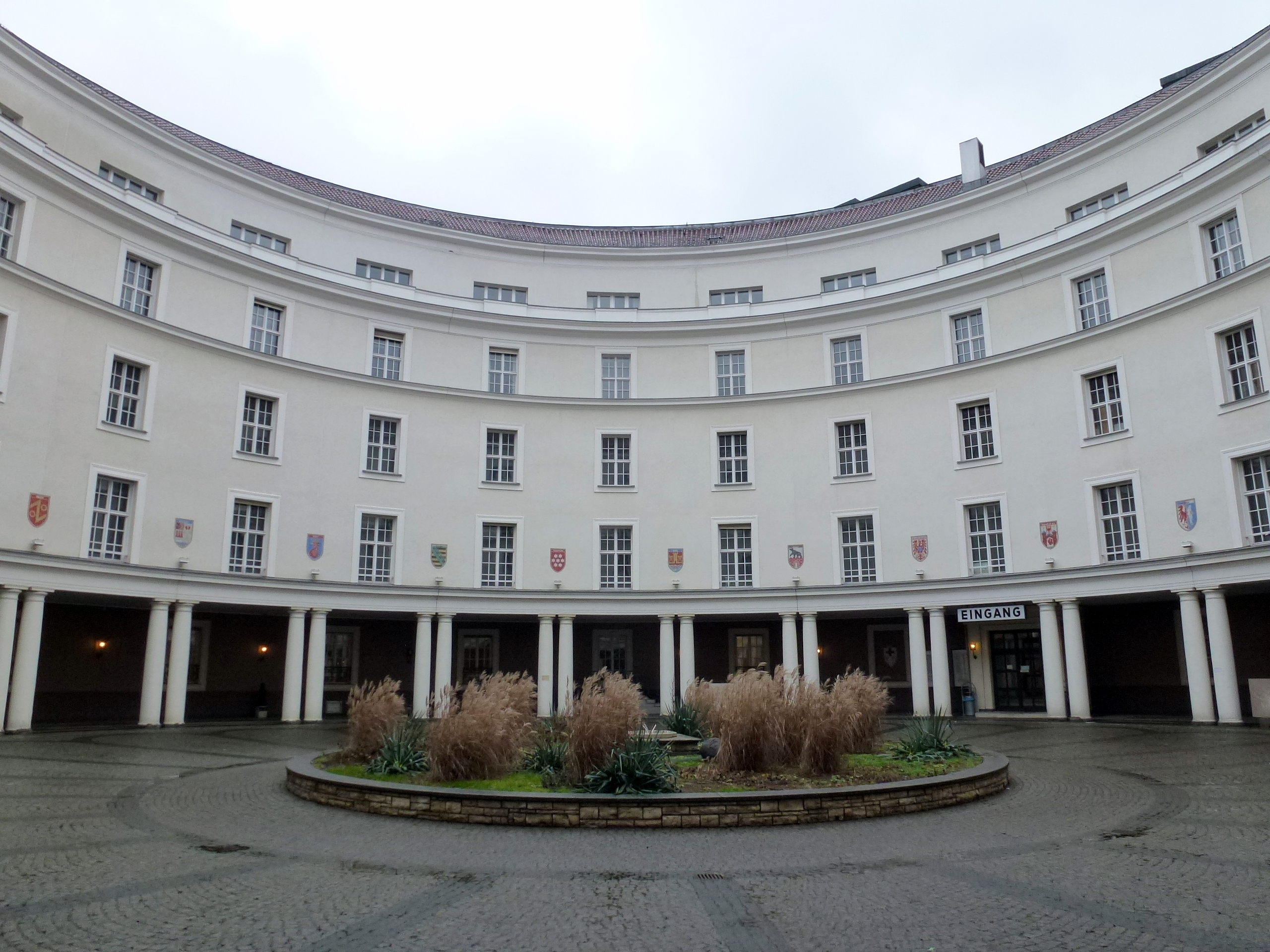
Rundhof mit Wappen

Auf dem zuvor als Sportplatz genutzten Gelände entstand als letzter Bau am Fehrbelliner Platz in der Zeit des Nationalsozialismus die Hauptverwaltung der Deutschen Arbeitsfront als Teil eines einzigartigen Verwaltungskomplexes des Dritten Reiches bestehend aus der Hauptverwaltung der Rudolph Karstadt AG, der Verwaltung der Wiemer & Trachte AG, der NS-Volkswohlfahrt, Gauamtsleitung Berlin (heute: Landesversorgungsamt), der Nordstern-Lebensversicherungsbank AG, der Reichsgetreidestelle und dem Versicherungsring der Deutschen Arbeitsfront (heute: Deutsche Rentenversicherung). Das Gelände um den Fehrbelliner Platz und den angrenzenden Preußenpark hatte man schon in den 1920er Jahren zum Behördenzentrum bestimmt. Die halbrunde Form des Fehrbelliner Platzes, die sich zum Preußenpark öffnet, wurde von Otto Firle im Rahmen der Neugestaltung Berlins entworfen.

### Architektur

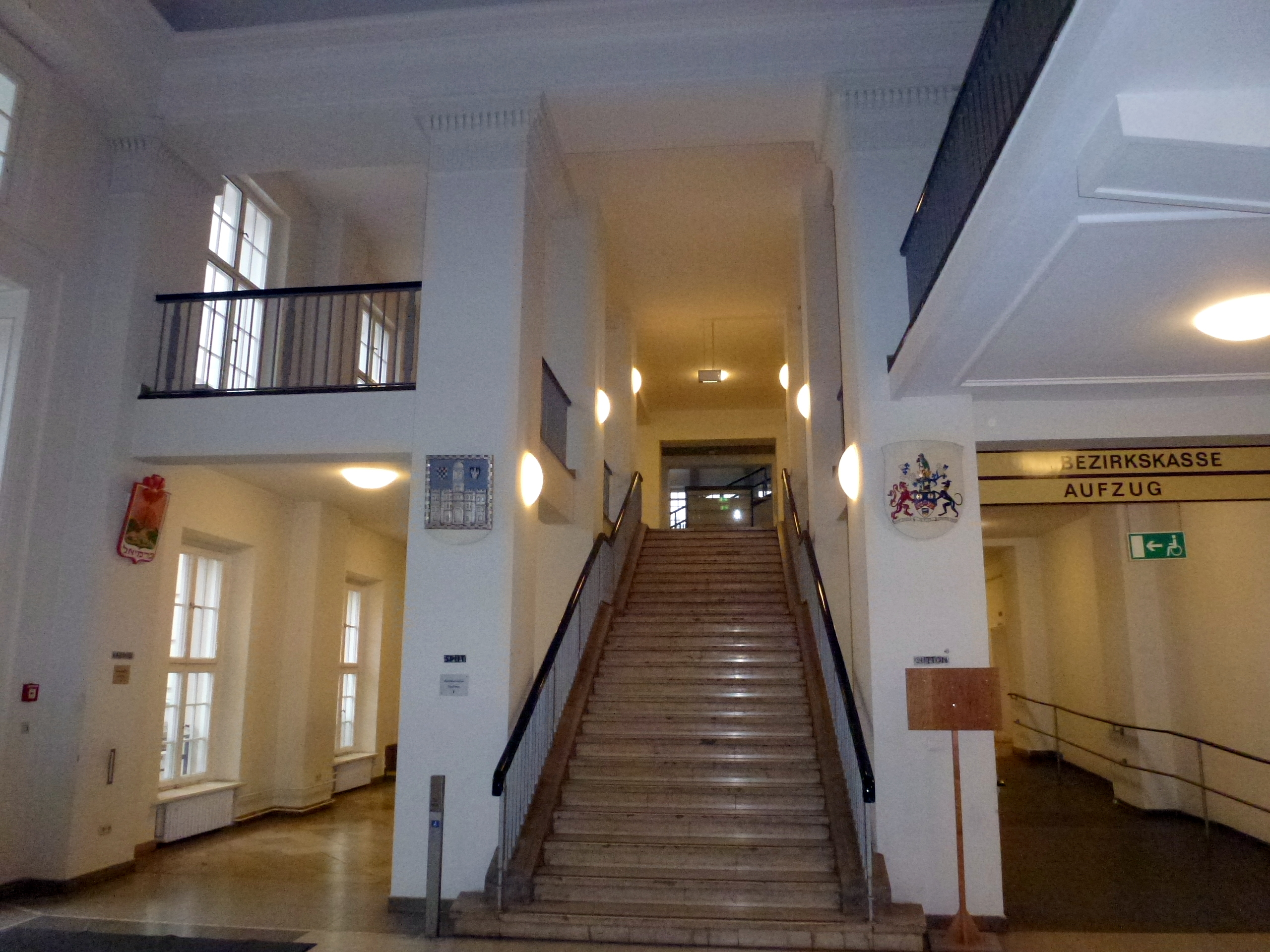
Treppe im Eingangsbereich

Da zu der Entstehungszeit des Gebäudes bereits Beton und Stahl kontingentiert waren, wurde es ganz traditionell als Mauerwerksbau mit Putzfassade ausgeführt. Es ist damit das einzige Gebäude dieser Art am Fehrbelliner Platz. Der Architekt, Helmut Remmelmann, arbeitete in der Entwurfsabteilung der DAF. Die geschwungene Frontseite des Gebäudes schließt die halbkreisförmige Bebauung am Hohenzollerndamm ab. Der Haupteingang führt zunächst in den runden, von Säulen flankierten Ehrenhof in klassizistischen Formen. Der Grundriss des Gebäudes ähnelt einem Schlüsselloch mit dem runden Ehrenhof als Kopf und einem größeren Wirtschaftshof. Zur Erzielung eines repräsentativen Eindrucks, wurde das Erdgeschoss mit horizontalen, dunkel abgesetzten Putzstreifen als Sockel gestaltet. Teile der Architektur, vor allem der Ehrenhof, orientieren sich an dem 1919 bis 1924 in Kopenhagen erbauten Polizeipräsidium des dänischen Architekten Hack Kampmann. Da es ursprünglich für einen anderen Zweck geplant war, hat es als eines der wenigen Rathäuser in Berlin, wie das Rathaus Wedding oder das Rathaus Marzahn, keinen Rathausturm.
Unterhalb des Wirtschaftshofes befindet sich ein Tiefbunker mit 1809 Schutzplätzen, der wahrscheinlich beim Bau des Gebäudes entstand. Die Anlage wurde instand gesetzt und am 20. Juli 1981 als siebter öffentlicher Zivilschutzraum an das Bezirksamt Wilmersdorf übergeben.

### Ergänzungen ab 1954

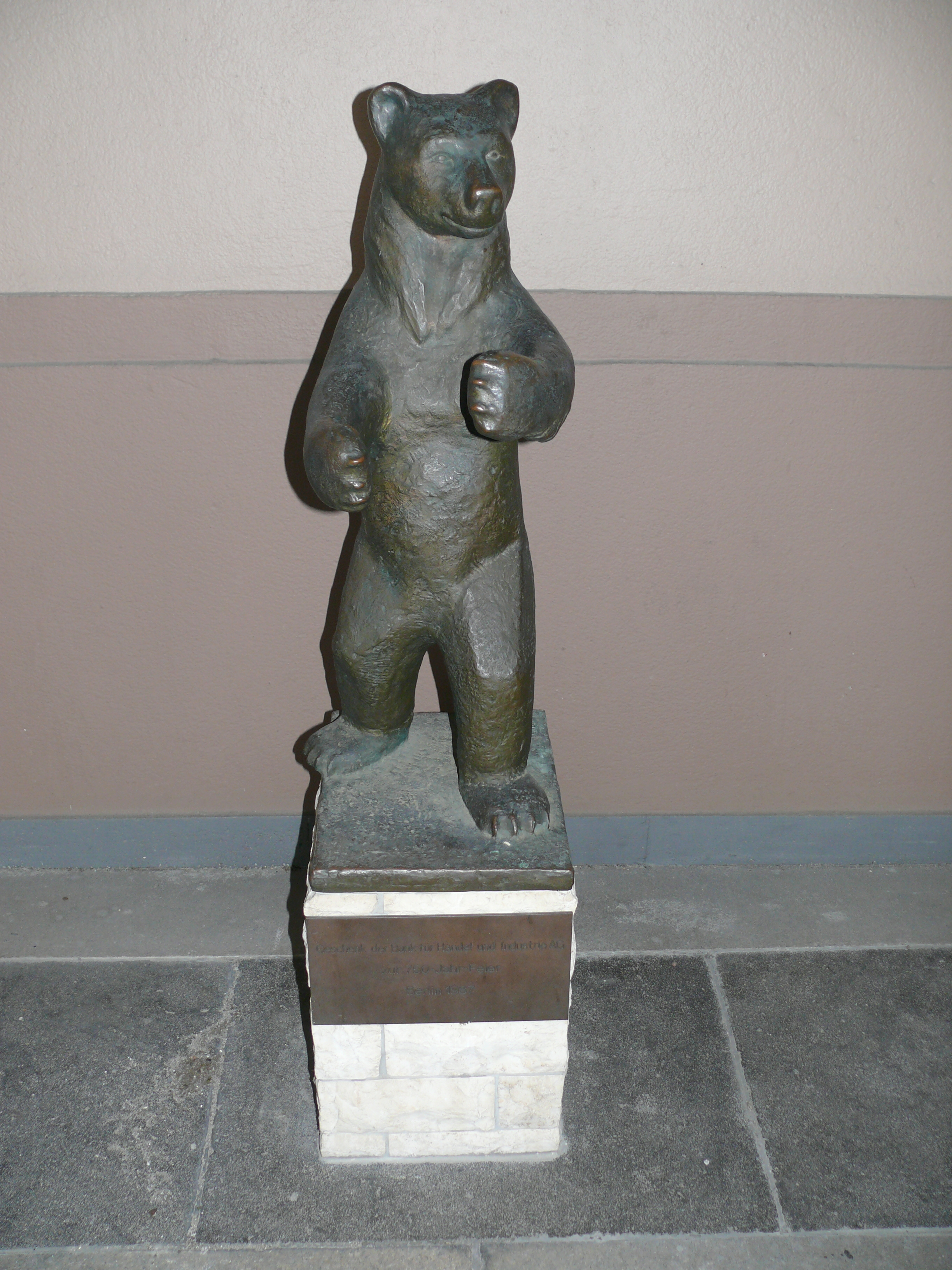
Bronzebär

Das ursprünglich viergeschossige Bauwerk wurde 1958/1959 um ein fünftes Geschoss auf den drei Nebenflügeln erweitert. 1957 wurden 27 von Ludwig Peter Kowalski gestaltete Wappenmosaiken ehemaliger ostdeutscher Länder und Städte im Rundhof angebracht, wozu die Bezirksverordnetenversammlung (BVV) 1992 Erklärungstafeln anbringen ließ, auf denen erklärt wird: „Mit diesen Wappen werden keine Ansprüche verbunden. Sie erinnern an einen Teil der deutschen und europäischen Geschichte.“
Im Jahr 1960 wurden zwei Gedenksteine aufgestellt: „Den Opfern nationalsozialistischer Willkür“ und „Den Opfern der beiden Weltkriege“; 1981 wurde ein dritter Gedenkstein ergänzt: „Den Opfern kommunistischer Willkür“. Der venezianische Brunnen im Rundhof wurde am 2. September 1988 aufgestellt, der Bronze-Bär von Hildebert Kliem am 14. September 1988. Ende 2004 kam die Skulptur „Versöhnung“ wieder in den Rundhof zurück, wo sie bereits von 1979 bis 1983 gestanden hatte. Der 2015 demontierte Brunnen steht inzwischen im Garten des Hauses Kladower Damm 387 in Berlin-Kladow.

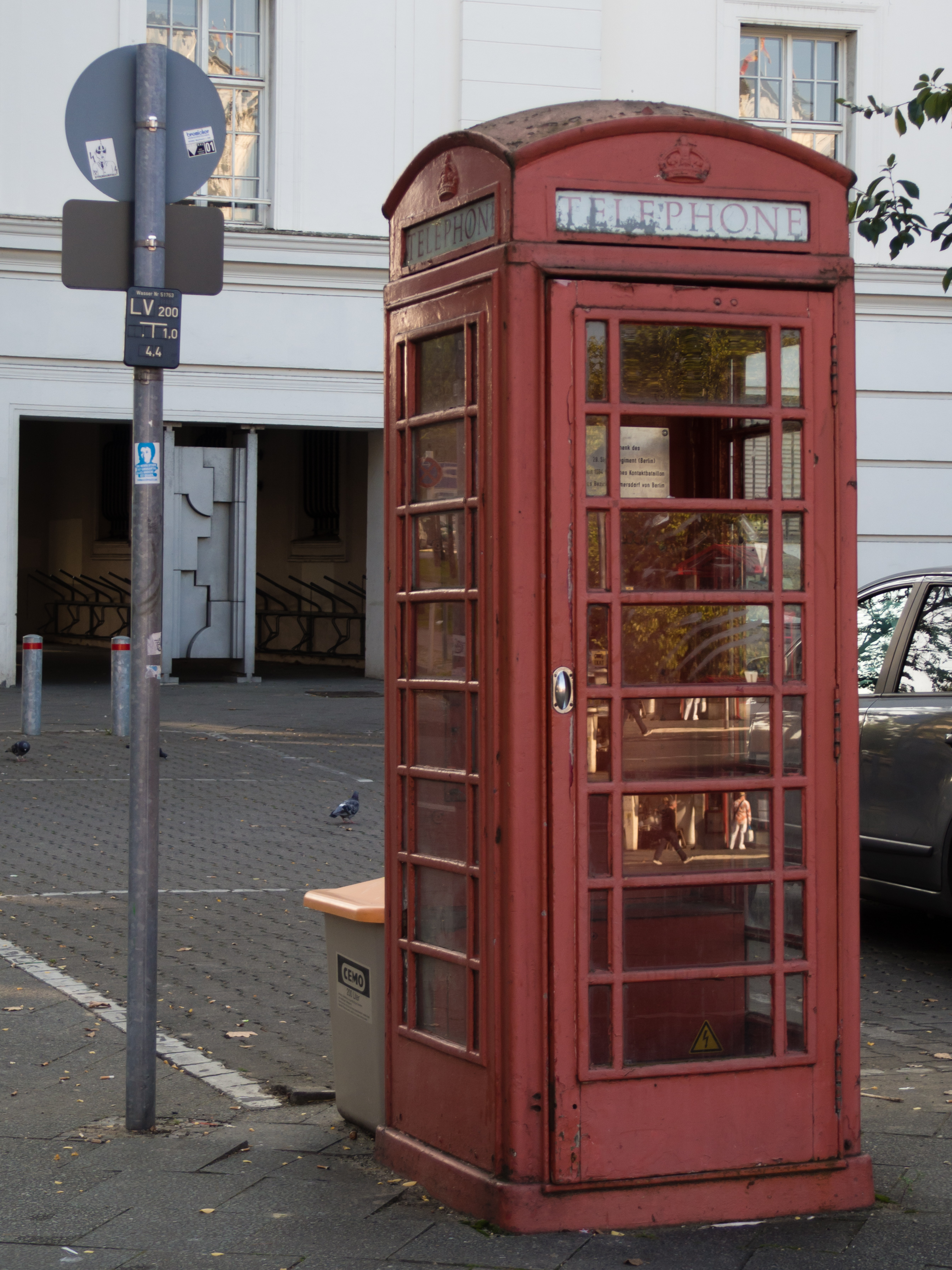
Britische Telefonzelle

Vor dem Rathaus wurde am 5. März 1987 eine britische Telefonzelle in Betrieb genommen, neben dem Eingang ist ein britischer Briefkasten angebracht – beides Geschenke der ehemaligen britischen Schutzmacht.
In der Eingangshalle und im ehemaligen Bezirksverordnetensitzungssaal (3. Etage) sind die Wappen der Wilmersdorfer Partnerstädte angebracht. Im Vorraum des BVV-Saales hingen die Porträts einer Reihe von Wilmersdorfer Bürgermeistern und Bezirksbürgermeistern und der Text „Von der Gemeindeversammlung zur Bezirksverordnetenversammlung“.

### Nutzung

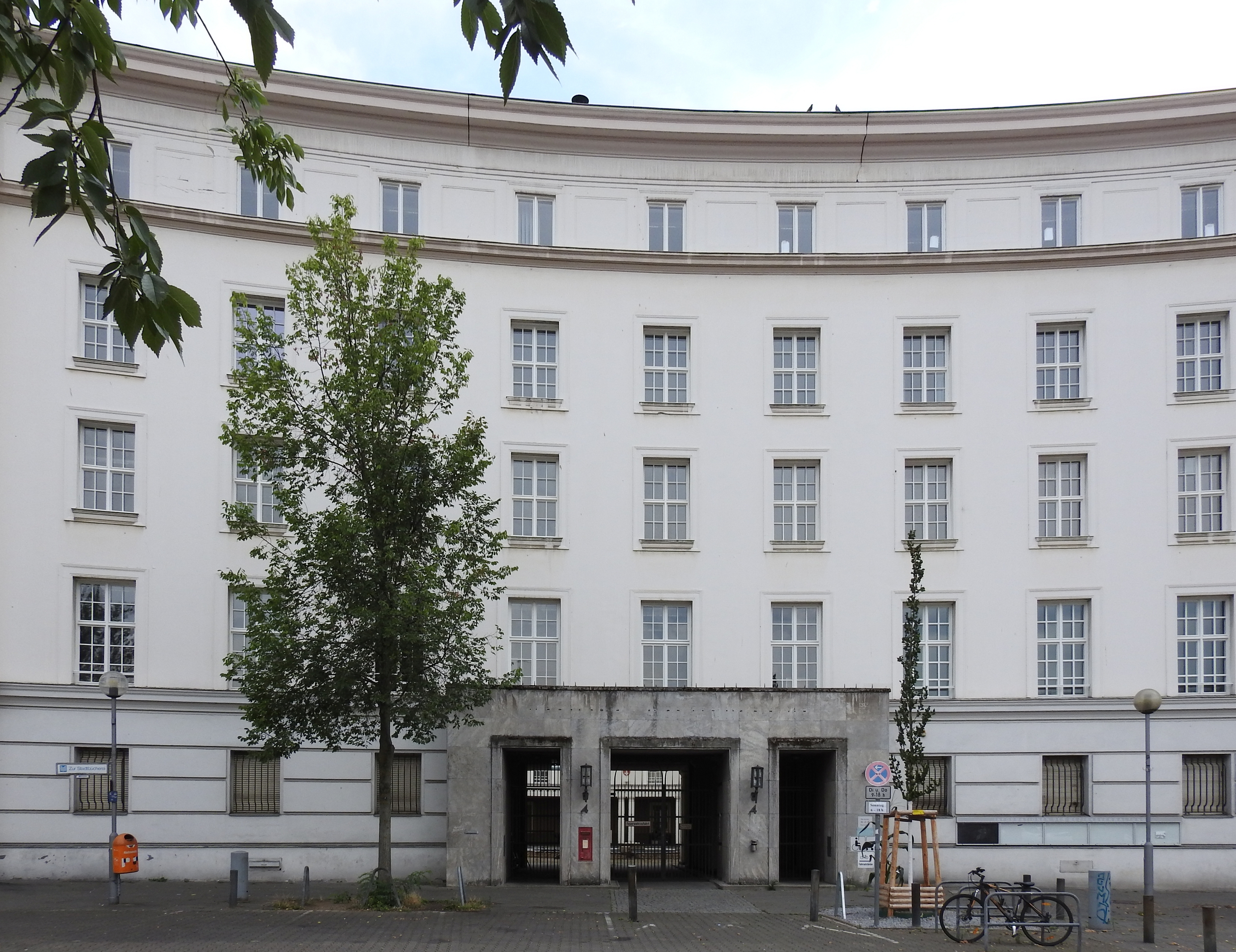
Leerstehendes ehemaliges Rathaus im Sommer 2020

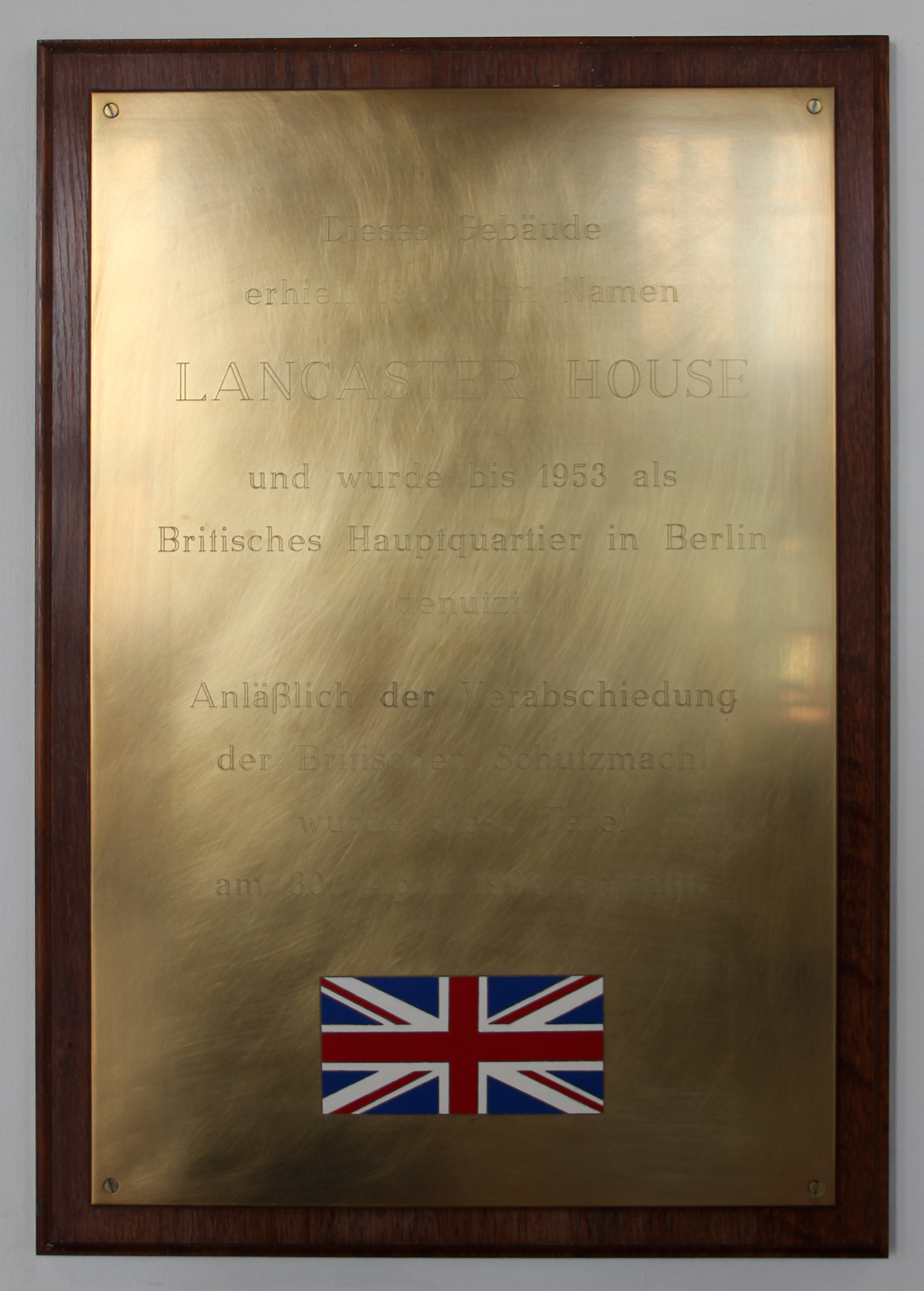
Gedenktafel Lancaster House

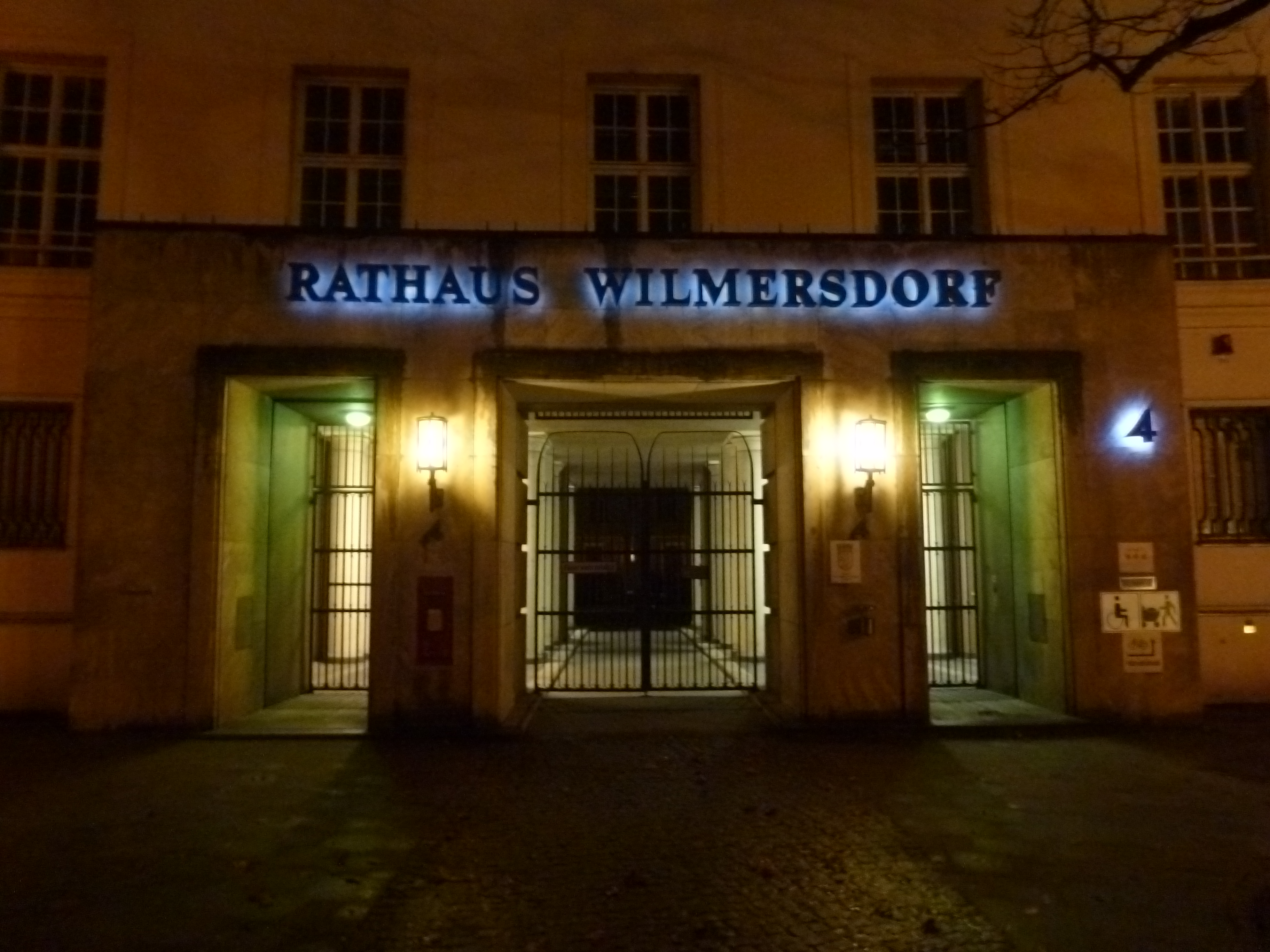
Eingang bei Nacht

Nach Fertigstellung wurde das Gebäude aber nicht wie geplant von der Hauptverwaltung der DAF bezogen, sondern es wurde bis zum Kriegsende durch eine Wehrmacht-Verwaltungsstelle des Oberkommandos des Heeres genutzt. Von 1945 bis 1953 war es als Lancaster House das Hauptquartier der britischen Besatzungsmacht. Am 1. April 1954 wurde das Gebäude dem Bezirk Wilmersdorf als Rathaus übereignet. Seit 1954 wurde das Gebäude als Rathaus Wilmersdorf genutzt. Wegen der hohen Immobilienkosten hat das Bezirksamt im Januar 2012 beschlossen, das Rathaus Wilmersdorf als Verwaltungsgebäude des Bezirks aufzugeben. Am 8. März 2012 bestätigte die BVV den Beschluss. Im April 2013 zog die BVV in das Rathaus Charlottenburg um. Die Verwaltungsbereiche folgten bis Ende 2014.
Vor dem Rathaus wird dienstags und donnerstags ein kleiner Wochenmarkt abgehalten. Das Bürgeramt und die Kommunale Galerie verbleiben auch nach Schließung des Rathauses im benachbarten Gebäude Hohenzollerndamm 177.
Vom 14. August 2015 bis 30. November 2017 diente das ehemalige Rathaus als Notunterkunft für Flüchtlinge. Die Unterkunft beherbergte bis zu 1150 Flüchtlinge und war eine der größten in Berlin. Im August 2015 besuchte Bundespräsident Joachim Gauck die Notunterkunft.
Als Nachnutzer des Gebäudes waren der Landesrechnungshof und das Landesarbeitsgericht im Gespräch. Bis Ende 2024 dient es als Ausweichquartier für Mitarbeiter der Senatsverwaltung für Stadtentwicklung und Wohnen während der Sanierung des Hochhauses in der Württembergischen Straße.